# Angutit Inersimasut GM 2017
Il CocaCola GM 2017 è stata la quarantasettesima edizione del campionato groenlandese di calcio maschile. La fase finale della competizione si è tenuta a Qeqertarsuaq (GRL) dal 5 agosto 2017 al 12 agosto 2017. L'edizione è stata vinta dalla Inuit Timersoqatigiiffiat-79 per la prima volta nella sua storia.

## Gironi di qualificazione regionale

### Groenlandia del Nord
Terianniaq-58 qualificato per la Fase finale.

### Disko Bay
| Pos. | Squadra                 | Partite | W | D | L | GF | GS | DF.R | Pt. | Qualificati al turno.             |
| ---- | ----------------------- | ------- | - | - | - | -- | -- | ---- | --- | --------------------------------- |
| 1.   | Kugsak-45               | 3       | 2 | 0 | 1 | 10 | 5  | +5   | 6   | Qual.CocaColaGM 2017 Turno Finale |
| 2.   | Nagdlunguaq-48          | 3       | 2 | 0 | 1 | 7  | 3  | +4   | 6   | Qual.CocaColaGM 2017 Turno Finale |
| 3.   | Kangaatsiaq Ippernaq-53 | 3       | 1 | 0 | 2 | 4  | 7  | -3   | 3   | Non qualificato.                  |
| 4.   | Tupilak-41              | 3       | 1 | 0 | 2 | 4  | 10 | -6   | 3   | Non qualificato.                  |

G-44 Qeqertarsuaq qualificato per il Turno finale dopo gli spareggi.

### Groenlandia Centrale
| Pos. | Squadra                      | Partite | W | D | L | GF | GS | DF.R | Pt. | Qualificati al turno                                                   |
| ---- | ---------------------------- | ------- | - | - | - | -- | -- | ---- | --- | ---------------------------------------------------------------------- |
| 1.   | B-67 Nuuk                    | 4       | 3 | 1 | 0 | 26 | 5  | +21  | 10  | Qual.CocaColaGM 2017 Turno Finale                                      |
| 2.   | Inuit Timersoqatigiiffiat-79 | 4       | 3 | 0 | 1 | 17 | 8  | +9   | 9   | Qual.CocaColaGM 2017 Turno Finale                                      |
| 3.   | Kagssagssuk Maniitsoq        | 4       | 2 | 0 | 2 | 20 | 13 | +7   | 6   | Selezionato per sostituire il qualificato della Groenlandia Orientale. |
| 4.   | Nuuk IL                      | 4       | 1 | 1 | 2 | 13 | 6  | +7   | 4   | Non qualificato.                                                       |
| 5.   | Sisimiut-68                  | 4       | 0 | 0 | 4 | 4  | 48 | -44  | 0   | Non qualificato.                                                       |

### Groenlandia dell'Est
Il vincitore della Gronlandia dell'Est ritiratosi viene sostituito dal terzo classificato del Girone della Groenlandia Centrale, il Kagssagssuk Maniitsoq.

### Groenlandia del Sud
Il Kissaviarsuk-33, qualificato per la fase finale, è stato squalificato e sostituito dai secondi classificati del Siuteroq Nanortalik-43.

## Turno Finale

### Girone A
| Pos. | Squadra                      | Partite | W | D | L | GF | GS | DF.R | Pt. | Qualificati al Turno                                 |
| ---- | ---------------------------- | ------- | - | - | - | -- | -- | ---- | --- | ---------------------------------------------------- |
| 1.   | B-67 Nuuk                    | 3       | 3 | 0 | 0 | 9  | 1  | +8   | 9   | Qual.CocaColaGM 2017 Semifinale                      |
| 2.   | Inuit Timersoqatigiiffiat-79 | 3       | 1 | 1 | 1 | 11 | 5  | +6   | 4   | Qual.CocaColaGM 2017 Semifinale                      |
| 3.   | Kugsak-45                    | 3       | 1 | 1 | 1 | 7  | 5  | +2   | 4   | Qualificato al match per il 5º posto CocaColaGM 2017 |
| 4.   | Siuteroq Nanortalik-43       | 3       | 0 | 0 | 3 | 1  | 17 | -16  | 0   | Qualificato al match per il 7º posto CocaColaGM 2017 |

Partite del Girone A - 6/7/8 Agosto 2017 - Qeqertarsuaq Stadium, Qeqertarsuaq - (Groenlandia).
| Data          | Squadra A                    | Score | Squadra B                    | Stadio                             |
| ------------- | ---------------------------- | ----- | ---------------------------- | ---------------------------------- |
| 6 Agosto 2017 | B-67 Nuuk                    | 1 - 0 | Inuit Timersoqatigiiffiat-79 | Qeqertarsuaq Stadium, Qeqertarsuaq |
| 6 Agosto 2017 | Kugsak-45                    | 3 - 0 | Siuteroq Nanortalik-43       | Qeqertarsuaq Stadium, Qeqertarsuaq |
| 7 Agosto 2017 | Kugsak-45                    | 1 - 2 | B-67 Nuuk                    | Qeqertarsuaq Stadium, Qeqertarsuaq |
| 7 Agosto 2017 | Inuit Timersoqatigiiffiat-79 | 8 - 1 | Siuteroq Nanortalik-43       | Qeqertarsuaq Stadium, Qeqertarsuaq |
| 8 Agosto 2017 | Kugsak-45                    | 3 - 3 | Inuit Timersoqatigiiffiat-79 | Qeqertarsuaq Stadium, Qeqertarsuaq |
| 8 Agosto 2017 | B-67 Nuuk                    | 6 - 0 | Siuteroq Nanortalik-43       | Qeqertarsuaq Stadium, Qeqertarsuaq |

### Girone B
| Pos. | Squadra               | Partite | W | D | L | GF | GS | DF.R | Pt. | Qualificati al Turno                                 |
| ---- | --------------------- | ------- | - | - | - | -- | -- | ---- | --- | ---------------------------------------------------- |
| 1.   | Nagdlunguaq-48        | 3       | 2 | 1 | 0 | 25 | 7  | +18  | 7   | Qual.CocaColaGM 2017 Semifinale                      |
| 2.   | G-44 Qeqertarsuaq     | 3       | 2 | 1 | 0 | 12 | 4  | +8   | 7   | Qual.CocaColaGM 2017 Semifinale                      |
| 3.   | Kagssagssuk Maniitsoq | 3       | 1 | 0 | 2 | 8  | 16 | -8   | 3   | Qualificato al match per il 5º posto CocaColaGM 2017 |
| 4.   | Terianniaq-58         | 3       | 0 | 0 | 3 | 4  | 22 | -18  | 0   | Qualificato al match per il 7º posto CocaColaGM 2017 |

Partite del Girone A - 5/6/8 Agosto 2017 - Qeqertarsuaq Stadium, Qeqertarsuaq - (Groenlandia).
| Data          | Squadra A             | Score  | Squadra B             | Stadio                             |
| ------------- | --------------------- | ------ | --------------------- | ---------------------------------- |
| 5 Agosto 2017 | G-44 Qeqertarsuaq     | 5 - 0  | Terianniaq-58         | Qeqertarsuaq Stadium, Qeqertarsuaq |
| 5 Agosto 2017 | Kagssagssuk Maniitsoq | 3 - 9  | Nagdlunguaq-48        | Qeqertarsuaq Stadium, Qeqertarsuaq |
| 6 Agosto 2017 | G-44 Qeqertarsuaq     | 3 - 0  | Kagssagssuk Maniitsoq | Qeqertarsuaq Stadium, Qeqertarsuaq |
| 6 Agosto 2017 | Terianniaq-58         | 0 - 12 | Nagdlunguaq-48        | Qeqertarsuaq Stadium, Qeqertarsuaq |
| 8 Agosto 2017 | G-44 Qeqertarsuaq     | 4 - 4  | Nagdlunguaq-48        | Qeqertarsuaq Stadium, Qeqertarsuaq |
| 8 Agosto 2017 | Terianniaq-58         | 4 - 5  | Kagssagssuk Maniitsoq | Qeqertarsuaq Stadium, Qeqertarsuaq |

## Turno Play-Offs

### Match per il settimo posto
| Data           | Squadra A   | Score | Squadra B     | Stadio                             | Vincitore                     |
| -------------- | ----------- | ----- | ------------- | ---------------------------------- | ----------------------------- |
| 11 Agosto 2017 | Siuteroq-43 | 8 - 2 | Terianniaq-58 | Qeqertarsuaq Stadium, Qeqertarsuaq | Siuteroq-43 - 7º Classificato |

### Match per il quinto posto
| Data           | Squadra A | Score | Squadra B             | Stadio                             | Vincitore                   |
| -------------- | --------- | ----- | --------------------- | ---------------------------------- | --------------------------- |
| 11 Agosto 2017 | Kugsak-45 | 1 - 0 | Kagssagssuk Maniitsoq | Qeqertarsuaq Stadium, Qeqertarsuaq | Kugsak-45 - 5º Classificato |

### Semifinali
| Data           | Squadra A      | Score       | Squadra B                    | Stadio                             | Vincitore                                            |
| -------------- | -------------- | ----------- | ---------------------------- | ---------------------------------- | ---------------------------------------------------- |
| 10 Agosto 2017 | B-67 Nuuk      | 2 - 1       | G-44 Qeqertarsuaq            | Qeqertarsuaq Stadium, Qeqertarsuaq | B-67 Nuuk - in Finale 1º/2º Posto                    |
| 10 Agosto 2017 | Nagdlunguaq-48 | 3 - 4 d.t.s | Inuit Timersoqatigiiffiat-79 | Qeqertarsuaq Stadium, Qeqertarsuaq | Inuit Timersoqatigiiffiat-79 - in Finale 1º/2º Posto |

### Finale 3º e 4º posto
| Data           | Squadra A      | Score | Squadra B         | Stadio                             | Vincitore                           |
| -------------- | -------------- | ----- | ----------------- | ---------------------------------- | ----------------------------------- |
| 12 Agosto 2017 | Nagdlunguaq-48 | 1 - 2 | G-44 Qeqertarsuaq | Qeqertarsuaq Stadium, Qeqertarsuaq | G-44 Qeqertarsuaq - 3º Classificato |

### Finale 1º e 2º posto
| Data           | Squadra A | Score                    | Squadra B                    | Stadio                             | Vincitore                                              |
| -------------- | --------- | ------------------------ | ---------------------------- | ---------------------------------- | ------------------------------------------------------ |
| 12 Agosto 2017 | B-67 Nuuk | 2 - 2 d.t.s 2 - 4 d.t.r. | Inuit Timersoqatigiiffiat-79 | Qeqertarsuaq Stadium, Qeqertarsuaq | Inuit Timersoqatigiiffiat-79 - Campione di Groenlandia |